# Schoonspringen op de Olympische Zomerspelen 2016 – driemeterplank vrouwen
Het schoonspringen voor vrouwen vanaf de driemeterplank op de Olympische Zomerspelen 2016 vond plaats op 12, 13 en 14 augustus 2016. 29 schoonspringsters gingen van start in de voorronde. 18 schoonspringsters kwamen in actie in de halve finale, 12 van hen drongen door tot de finale. Regerend olympisch kampioene was de Chinese Wu Minxia.

## Uitslag
| Rang   | Naam                | Land | Voorronde | Voorronde | Halve finale  | Halve finale  | Finale        | Finale        | Finale        | Finale        | Finale        | Finale        | Finale        |
| Rang   | Naam                | Land | Punten    | Rang      | Punten        | Rang          | 1             | 2             | 3             | 4             | 5             | Punten        | Rang          |
| ------ | ------------------- | ---- | --------- | --------- | ------------- | ------------- | ------------- | ------------- | ------------- | ------------- | ------------- | ------------- | ------------- |
| Goud   | Shi Tingmao         | CHN  | 357.55    | 3         | 385.00        | 1             | 81.00         | 81.00         | 84.00         | 79.05         | 81.00         | 406.05        | 1             |
| Zilver | He Zi               | CHN  | 367.05    | 2         | 364.05        | 2             | 81.00         | 81.00         | 74.40         | 76.50         | 75.00         | 387.90        | 2             |
| Brons  | Tania Cagnotto      | ITA  | 347.30    | 4         | 324.40        | 7             | 76.50         | 75.00         | 71.30         | 69.00         | 81.00         | 372.80        | 3             |
| 4      | Jennifer Abel       | CAN  | 373.00    | 1         | 343.45        | 3             | 76.50         | 69.00         | 72.85         | 79.90         | 69.00         | 367.25        | 4             |
| 5      | Maddison Keeney     | AUS  | 323.35    | 9         | 326.35        | 4             | 64.50         | 64.50         | 60.00         | 79.05         | 81.60         | 349.65        | 5             |
| 6      | Esther Qin          | AUS  | 347.25    | 5         | 315.65        | 10            | 72.00         | 65.10         | 67.50         | 67.50         | 72.00         | 344.10        | 6             |
| 7      | Pamela Ware         | CAN  | 329.10    | 7         | 318.25        | 9             | 63.00         | 66.65         | 67.50         | 73.50         | 52.50         | 323.15        | 7             |
| 8      | Grace Reid          | GBR  | 304.95    | 14        | 314.25        | 11            | 63.00         | 65.10         | 58.50         | 64.50         | 67.50         | 318.60        | 8             |
| 9      | Nora Subschinski    | GER  | 302.05    | 16        | 308.25        | 12            | 63.00         | 65.10         | 63.00         | 58.50         | 67.50         | 317.10        | 9             |
| 10     | Ng Yan Yee          | MAS  | 299.05    | 17        | 324.75        | 5             | 67.50         | 65.10         | 67.50         | 40.50         | 66.00         | 306.60        | 10            |
| 11     | Olena Fedorova      | UKR  | 318.10    | 10        | 321.00        | 8             | 63.00         | 58.50         | 57.00         | 58.80         | 67.50         | 304.80        | 11            |
| 12     | Abigail Johnston    | USA  | 333.60    | 6         | 324.75        | 5             | 67.50         | 60.00         | 41.85         | 67.50         | 66.00         | 302.85        | 12            |
| 13     | Kassidy Cook        | USA  | 327.75    | 8         | 304.35        | 13            | Uitgeschakeld | Uitgeschakeld | Uitgeschakeld | Uitgeschakeld | Uitgeschakeld | Uitgeschakeld | Uitgeschakeld |
| 14     | Uschi Freitag       | NED  | 317.10    | 11        | 298.95        | 14            | Uitgeschakeld | Uitgeschakeld | Uitgeschakeld | Uitgeschakeld | Uitgeschakeld | Uitgeschakeld | Uitgeschakeld |
| 15     | Kristina Ilinych    | RUS  | 304.05    | 15        | 295.20        | 15            | Uitgeschakeld | Uitgeschakeld | Uitgeschakeld | Uitgeschakeld | Uitgeschakeld | Uitgeschakeld | Uitgeschakeld |
| 16     | Dolores Hernández   | MEX  | 295.20    | 18        | 293.05        | 16            | Uitgeschakeld | Uitgeschakeld | Uitgeschakeld | Uitgeschakeld | Uitgeschakeld | Uitgeschakeld | Uitgeschakeld |
| 17     | Tina Punzel         | GER  | 307.95    | 13        | 291.60        | 17            | Uitgeschakeld | Uitgeschakeld | Uitgeschakeld | Uitgeschakeld | Uitgeschakeld | Uitgeschakeld | Uitgeschakeld |
| 18     | Anastasiia Nedobiga | UKR  | 309.50    | 12        | 290.15        | 18            | Uitgeschakeld | Uitgeschakeld | Uitgeschakeld | Uitgeschakeld | Uitgeschakeld | Uitgeschakeld | Uitgeschakeld |
| 19     | Maria Marconi       | ITA  | 292.95    | 19        | Uitgeschakeld | Uitgeschakeld | Uitgeschakeld | Uitgeschakeld | Uitgeschakeld | Uitgeschakeld | Uitgeschakeld | Uitgeschakeld | Uitgeschakeld |
| 20     | Rebecca Gallantree  | GBR  | 286.65    | 20        | Uitgeschakeld | Uitgeschakeld | Uitgeschakeld | Uitgeschakeld | Uitgeschakeld | Uitgeschakeld | Uitgeschakeld | Uitgeschakeld | Uitgeschakeld |
| 21     | Cheong Jun Hoong    | MAS  | 282.25    | 21        | Uitgeschakeld | Uitgeschakeld | Uitgeschakeld | Uitgeschakeld | Uitgeschakeld | Uitgeschakeld | Uitgeschakeld | Uitgeschakeld | Uitgeschakeld |
| 22     | Melany Hernandez    | MEX  | 279.45    | 22        | Uitgeschakeld | Uitgeschakeld | Uitgeschakeld | Uitgeschakeld | Uitgeschakeld | Uitgeschakeld | Uitgeschakeld | Uitgeschakeld | Uitgeschakeld |
| 23     | Diana Pineda        | COL  | 276.90    | 23        | Uitgeschakeld | Uitgeschakeld | Uitgeschakeld | Uitgeschakeld | Uitgeschakeld | Uitgeschakeld | Uitgeschakeld | Uitgeschakeld | Uitgeschakeld |
| 24     | Elizabeth Cui       | NZL  | 273.30    | 24        | Uitgeschakeld | Uitgeschakeld | Uitgeschakeld | Uitgeschakeld | Uitgeschakeld | Uitgeschakeld | Uitgeschakeld | Uitgeschakeld | Uitgeschakeld |
| 25     | Marcela Marić       | CRO  | 271.40    | 25        | Uitgeschakeld | Uitgeschakeld | Uitgeschakeld | Uitgeschakeld | Uitgeschakeld | Uitgeschakeld | Uitgeschakeld | Uitgeschakeld | Uitgeschakeld |
| 26     | Nadezjda Bazjina    | RUS  | 252.00    | 26        | Uitgeschakeld | Uitgeschakeld | Uitgeschakeld | Uitgeschakeld | Uitgeschakeld | Uitgeschakeld | Uitgeschakeld | Uitgeschakeld | Uitgeschakeld |
| 27     | Juliana Veloso      | BRA  | 240.90    | 27        | Uitgeschakeld | Uitgeschakeld | Uitgeschakeld | Uitgeschakeld | Uitgeschakeld | Uitgeschakeld | Uitgeschakeld | Uitgeschakeld | Uitgeschakeld |
| 28     | Maha Amer           | EGY  | 238.55    | 28        | Uitgeschakeld | Uitgeschakeld | Uitgeschakeld | Uitgeschakeld | Uitgeschakeld | Uitgeschakeld | Uitgeschakeld | Uitgeschakeld | Uitgeschakeld |
| 29     | Julia Vincent       | RSA  | 220.30    | 29        | Uitgeschakeld | Uitgeschakeld | Uitgeschakeld | Uitgeschakeld | Uitgeschakeld | Uitgeschakeld | Uitgeschakeld | Uitgeschakeld | Uitgeschakeld |